# Biszkra repülőtér
A Biszkra repülőtér (IATA: BSK, ICAO: DAUB) Algéria egyik nemzetközi repülőtere, amely Biskra közelében található. Éves utasforgalma 29 154 fő (2020).

## Futópályák
A repülőtér futópályái:
- 13/31 (2900 m, 45 m, aszfalt)

## Légitársaságok és úticélok
| Légitársaság     | Célállomások                                        |
| ---------------- | --------------------------------------------------- |
| Air Algérie      | Algiers, Lyon, Párizs–Charles de Gaulle, Paris–Orly |
| Tassili Airlines | Algiers                                             |

## Forgalom
Az utasforgalom az elmúlt években az alábbi módon változott:
| Utasok száma | 36 019 | 60 162 | 63 938 | 78 160 | 84 348 | 99 439 | 105 245 | 130 745 | 129 877 | 29 154 |
|              | 2006   | 2008   | 2009   | 2011   | 2012   | 2014   | 2015    | 2017    | 2018    | 2020   |